# بلاسم محمد
بلاسم محمد جسام (1954 - 9 نيسان 2021) هو فنان تشكيلي عراقي، يعد أحد أهم الفنانين المؤثرين في المشهد الثقافي والفني في العراق، ويأتي في طليعة التشكيليين العراقيين بحسب أراء عدد من التشكيليين والمشتغلين بالنقد التشكيلي، حيث قال عنه الناقد التشكيلي شوكت الربيعي «أنه أكثر من دعى إلى التحديث بين فناني جيله».

## سيرته
ولد الفنان بلاسم محمد في مدينة الكوفة بمحافظة النجف – العراق عام 1954، أكمل دراسته في معهد الفنون الجميلة بجامعة بغداد عام 1975 في فرع الخط العربي، ودرس على يد شيخ الخطاطين المرحوم «هاشم الخطاط»، ثم أكمل دراسته في أكاديمية الفنون الجميلة – قسم الفنون التشكيلية – فرع الرسم ودرس على يد مجموعة من الفنانين الرواد أمثال «فائق حسن»، وحصل على البكالوريوس من كلية الفنون الجميلة – قسم الفنون التشكيلية – فرع الرسم – عام 1979، ثم اكمل دراسته العليا في التخصص ذاته وحصل على الماجستير – عن رسالته (مفهوم الفراغ في فن التصوير الإسلامي) عام 1988، ونشرت في كتاب بعنوان (تأويل الفراغ في الفنون الاسلامية)، والدكتوراه في فلسفة الفنون التشكيلية – عن أطروحته (التحليل السيميائي لفن الرسم – المبادئ والتطبيقات) عام 2000، وصدرت في كتاب بعنوان (الفن التشكيلي قراءة سيميائية في انساق الرسم)، وبعدها استمر في منجزاته وبحوثه العلمية في قسم الفنون التشكيلية ليحصل على لقب الأستاذية عام 2010، واستمر في عمله وعطائه العلمية في كلية الفنون إلى ان توفي في 9 نيسان 2021.

## حياته
منذ بداياته في أوائل السبعينيات، وبينما كان طالبا في معهد الفنون الجميلة، عمل بلاسم محمد مع الرعيل الأول في رئاسة تحرير مجلتي “مجلتي" و "المزمار" للأطفال والفتيان والتي تحولت إلى مؤسسة تحمل اسم "دار ثقافة الأطفال"، حيث كان أحد أهم مصممي مطبوعات الدار، وفي بداية الثمانينات أنشأ مع مجموعة من الفنانين، عبد الرحيم ياسر، وعلي المندلاوي، وسهام كوركيس، أول مؤسسة خاصة، غير حكومية، متخصصة بفن التصميم في العراق حملت اسم "أدد" التي أعدت وقتذاك قفزة فنية راقية في مجال التصميم الطباعي التجاري.